# Take Me to Prom
Take Me to Prom é um documentário de curta-metragem canadense, dirigido por Andrew Moir e lançado em 2019. O filme traça a evolução da aceitação LGBTQ na sociedade, entrevistando uma seleção multigeracional de pessoas LGBTQ e pedindo que recontem uma história de seu baile de formatura. Entre os narradores do filme, destaca-se Marc Hall, cujo caso judicial em 2002 contra o Conselho da Escola Católica de Durham, devido à recusa de sua escola em permitir que ele fosse com uma pessoa do mesmo sexo ao seu baile, acabou se tornando um caso histórico de direitos LGBTQ no Canadá.
O filme estreou no Hot Docs Canadian International Documentary Festival de 2019. Foi posteriormente adicionado à plataforma de streaming CBC Gem.
O filme recebeu uma indicação ao Canadian Screen Award de Melhor Documentário Curto no 8º Canadian Screen Awards em 2020.